# Лусендо, Хесус
Хесус Хулиан Лусендо Эредья (исп. Jesús Julián Lucendo Heredia; 19 апреля 1970, Педро-Муньос, Сьюдад-Реаль, Испания) — андоррский футболист, полузащитник, тренер.
Начал профессиональную карьеру в 1989 году в «Барселоне», за которую провёл всего 1 матч. В сезоне 1990/91 выступал на правах аренды за «Реал Баломпедика Линенсе». Позже являлся игроком «Андорры» и «Картахены». С 2002 по 2004 год выступал за «Санта-Колому» и вместе с ней дважды становился чемпионом и обладателем Кубка Андорры.
С 1996 года по 2003 год являлся игроком национальной сборной Андорры, за которую провёл 29 матчей и забил 3 гола.
В 2006 году стал главным тренером «Ранжерса», вместе с которым завоевал чемпионский титул. С 2012 года по 2013 год возглавлял юношескую Андорры до 17 лет, в период 2014—2019 годов являлся тренером сборной до 19 лет.

## Биография
Хесус родился 19 апреля 1970 года в городе Педро-Муньос провинции Сьюдад-Реаль. Когда ему был всего один год, его семья переехала в город Корнелья-де-Льобрегат. Там он начал играть в футбол в своей школьной команде. В 1981 году Лусендо стал игроком юношеской команды «Барселоны». Позже Лусендо служил в армии. Вне футбола занимался коммерцией, работая в табачной лавке.

### Клубная карьера
В 1989 году в возрасте 19 лет перешёл в основной состав испанской «Барселоны». В составе команды провёл всего 1 матч 2 сентября 1989 года в поединке чемпионата Испании против «Реал Вальядолида». Главный тренер Йохан Кройф доверил Хесусу выйти с первых минут, однако на 56 минуте он был заменён на Микеля Солера. Игра завершилась поражением «Барселоны» со счётом (0:2), а решение поставить неопытного в стартовом составе было подвергнуто критике. В сезоне 1990/91 он играл за «Реал Баломпедика Линенсе» на правах аренды, клуб выступал в третьем по силе испанском дивизионе. Находясь в составе команды Хесус Лусендо целый год не получал зарплату. В следующем сезоне являлся игроком клуба «Андорра» из Андорра-ла-Вельи.
В 1992 году Лусендо перешёл в команду «Картахена» из одноимённого города, где играл на протяжении года. С 1993 года по 2002 год играл за «Андорру» в низших лигах Испании. В Кубке Каталонии 1995 «Андорра» дошла до финала, в полуфинале обыграв «Барселону» (2:1). В финальной игре Андорра выиграла у «Эспаньола» (0:0 основное время и 4:2 по пенальти). С 1994 года по 1998 год сыграл за команду в 80 матчах и забил 3 гола.
В 2002 году стал игроком «Санта-Коломы», выступающей в чемпионате Андорры. Вместе с командой стал победителем Примера Дивизио. В Кубке Андорры «Санта-Колома» дошла до финала, где обыграла «Сан-Жулию». Лусендо забил первый гол в матче. В следующем сезоне 2003/04 команда вновь стала чемпионом Андорры и обладателем Кубка Конституции.

### Карьера в сборной
Национальная сборная Андорры была образована в 1996 году. Главный тренер команды Исидре Кодина пригласил Лусендо в её основной состав, когда Хесусу было 26 лет. И хотя на тот момент Лусендо не являлся полноценным гражданином Андорры (он женился на гражданке Андорры, а поскольку со времени свадьбы прошло менее трёх лет, он формально оставался гражданином Испании), ФИФА позволило ему сыграть в первом официальном матче сборной. Первая дебютная игра состоялась 13 ноября 1996 года против команды Эстонии. Эта товарищеская встреча закончилась поражением сборной карликового государства со счётом (1:6). Лусендо играл в качестве капитана. В своем пятом по счёту матче за сборную против Эстонии (1:2), Лусендо отметился единственным голом своей команды и дебютным голом за Андорру.
5 сентября 1998 года сборная Андорры провела первый матч в квалификации чемпионата Европы против сборной Армении и уступила со счётом (1:3). Капитан команды Хесус Лусендо забил единственный гол. В отборочном турнире на чемпионат Европы 2000 он сыграл в 6 играх из 10. 26 апреля 2000 года Андорра одержала первую победу в товарищеском матче против Беларуси (2:0). Лусендо отметился первым забитым голом. В квалификации на чемпионат мира 2002 Хесус сыграл в 7 матчах сборной Андорры. В отборочном турнире на чемпионат Европы 2004 он принял участие в 5 поединках.
В ноябре 2003 года Хесус Лусендо объявил о завершении выступлений за сборную Андорры в связи с травмой колена. Всего за сборную одного из аутсайдеров мирового футбола он провёл 29 матчей и забил 3 гола.

#### Список матчей за сборную
| №  | Дата             | Соперник           | Счёт | Голы | Соревнование                               |
| 1  | 13 ноября 1996   | Эстония            | 1:6  |      | Товарищеский матч                          |
| 2  | 22 июня 1997     | Эстония            | 4:1  |      | Товарищеский матч                          |
| 3  | 25 июня 1997     | Латвия             | 4:1  |      | Товарищеский матч                          |
| 4  | 3 июня 1998      | Бразилия           | 0:3  |      | Товарищеский матч                          |
| 5  | 22 июня 1998     | Эстония            | 2:1  | 1    | Товарищеский матч                          |
| 6  | 24 июня 1998     | Азербайджан        | 0:0  |      | Товарищеский матч                          |
| 7  | 26 июня 1998     | Латвия             | 0:2  |      | Товарищеский матч                          |
| 8  | 29 июня 1998     | Литва              | 0:4  |      | Товарищеский матч                          |
| 9  | 5 сентября 1998  | Армения            | 3:1  | 1    | Отборочный турнир на чемпионат Европы 2000 |
| 10 | 14 октября 1998  | Франция            | 2:0  |      | Отборочный турнир на чемпионат Европы 2000 |
| 11 | 3 марта 1999     | Фарерских островов | 0:0  |      | Товарищеский матч                          |
| 12 | 27 марта 1999    | Исландия           | 0:2  |      | Отборочный турнир на чемпионат Европы 2000 |
| 13 | 31 марта 1999    | Россия             | 6:1  |      | Отборочный турнир на чемпионат Европы 2000 |
| 14 | 5 июня 1999      | Украина            | 4:0  |      | Отборочный турнир на чемпионат Европы 2000 |
| 15 | 9 июня 1999      | Франция            | 0:1  |      | Отборочный турнир на чемпионат Европы 2000 |
| 16 | 26 апреля 2000   | Беларусь           | 2:0  | 1    | Товарищеский матч                          |
| 17 | 2 сентября 2000  | Кипр               | 2:3  |      | Отборочный турнир на чемпионат мира 2002   |
| 18 | 7 октября 2000   | Эстония            | 1:2  |      | Отборочный турнир на чемпионат мира 2002   |
| 19 | 15 ноября 2000   | Кипр               | 5:0  |      | Отборочный турнир на чемпионат мира 2002   |
| 20 | 28 февраля 2001  | Португалия         | 3:0  |      | Отборочный турнир на чемпионат мира 2002   |
| 21 | 24 марта 2001    | Нидерланды         | 0:5  |      | Отборочный турнир на чемпионат мира 2002   |
| 22 | 28 марта 2001    | Ирландия           | 0:3  |      | Отборочный турнир на чемпионат мира 2002   |
| 23 | 1 сентября 2001  | Португалия         | 1:7  |      | Отборочный турнир на чемпионат мира 2002   |
| 24 | 12 октября 2002  | Бельгия            | 0:1  |      | Отборочный турнир на чемпионат Европы 2004 |
| 25 | 2 апреля 2003    | Хорватия           | 2:0  |      | Отборочный турнир на чемпионат Европы 2004 |
| 26 | 30 апреля 2003   | Эстония            | 0:2  |      | Отборочный турнир на чемпионат Европы 2004 |
| 27 | 11 июня 2003     | Бельгия            | 3:0  |      | Отборочный турнир на чемпионат Европы 2004 |
| 28 | 13 июня 2003     | Габон              | 0:2  |      | Товарищеский матч                          |
| 29 | 10 сентября 2003 | Болгария           | 0:3  |      | Отборочный турнир на чемпионат Европы 2004 |

### Тренерская карьера
В 2006 году Лусендо возглавил андоррский клуб «Ранжерс». В сезоне 2006/07 привёл команду ко второму чемпионскому титулу в своей истории, это позволило «Ранжерсу» играть в Лиге чемпионов. В первом квалификационном раунде команда уступила молдавскому «Шерифу» (5:0 по сумме двух встреч).
Летом 2012 стал главным тренером юношеской сборной Андорры до 17 лет, параллельно заняв должность помощника тренера в молодёжной сборной Андорры до 21 года. Под его руководством команда провела 3 игры в рамках квалификации на юношеский чемпионат Европы 2014 и заняла последнее 4 место в своей группе. Уступив Эстонии, Греции и Сербии с общим счётом (0:9). В ноябре 2013 года покинул команду. В октябре 2014 года стал тренером сборной до 19 лет. В отборочном турнире на чемпионат Европы 2015 Андорра в трёх матчах уступила Молдове, Польше и Нидерландам и заняла последнее место в своей группе. Общий счёт встреч (1:12). В сезоне 2014/15 Лусендо также являлся тренером в клубе «Андорра». Осенью 2016 года главный тренер Хусто Руис ушёл в отставку и Лусендо также потерял свою должность.
В 2016 году возглавил молодёжную сборную Андорры до 21 года.

## Достижения

### Как игрок
- Чемпион Андорры (2): 2002/03, 2003/04
- Обладатель Кубка Андорры (2): 2003, 2004

### Как тренер
- Чемпион Андорры (1): 2006/07